# Yusei Egawa
Yusei Egawa (江川 湧清 Egawa Yusei?), född 24 oktober 2000 i Nagasaki prefektur, är en japansk fotbollsspelare.
Egawa började sin karriär 2020 i V-Varen Nagasaki.